# یواس‌ان‌اس گایگر (تی-ای‌پی-۱۹۷)
یواس‌ان‌اس گایگر (تی-ای‌پی-۱۹۷) (به انگلیسی: USNS Geiger (T-AP-197)) یک کشتی بود که طول آن ۵۳۳ فوت ۹ اینچ (۱۶۲٫۶۹ متر) بود. این کشتی در سال ۱۹۵۰ ساخته شد.